# Tiepina
La tiepina è un composto eterociclico a sette termini, uno dei quali è un atomo di zolfo. Si tratta di una molecola instavbile che si suppone essere antiaromatica. Sono stati isolati dei derivati voluminosi il cui anello C6S è stato dimostrato essere non planare tramite cristallografia a raggi X.
Studi computazionali suggeriscono che la molecola di tiepina abbia la tendenza ad espellere un atomo di zolfo, formando il benzene. L'intermedio di questo processo sarebbe il tionorcaradiene, un composto biciclico. All'interno del complesso (η4-C6H6S)Fe(CO)3 l'anello risulta invece stabile.

## Composti derivati

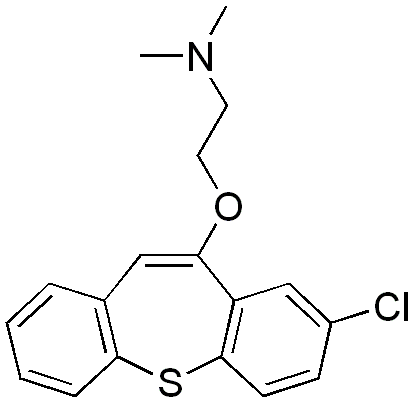
Struttura chimica della dibenzotiepina zotepina.

Le benzotiepine e le dibenzotiepine hanno una struttura chimica composta da una tiepina fusa rispettivamente con uno e con due gruppi benzenici. Esempi sono la dosulepina, la zotepina e la damotepina.